# Тупиковська сільська рада
Тупико́вська сільська рада (рос. Тупиковский сельский совет) — сільське поселення у складі Бузулуцького району Оренбурзької області Росії.
Адміністративний центр та єдиний населений пункт — село Тупиковка.

## Населення
Населення — 632 особи (2019; 613 в 2010, 637 у 2002).